# Anta da Portelagem e Mamoas do Rápido

A Anta da Portelagem localiza-se na na freguesia de Vila Chã, Município de Esposende, Distrito de Braga, em Portugal.
Classifica-se este como um monumento megalítico pertencente a um conjunto de cerca de duas dezenas deles concentrados no planalto da freguesia (Necrópole Megalítica do Planalto Vilachanês).

## História
A Anta da Portelagem é um monumento megalítico que data de cerca de 3000 a.C., e que foi objeto de prospecção arqueológica em fins do século XIX por Francisco Martins Sarmento. Do espólio recolhido nessa escavação constam 5 pontas de seta em quartzo e sílex e um vaso com asa carenado e decorado com mamilos sobre a carena.
Recentemente foi objecto de uma nova intervenção, por parte de uma equipa da Universidade Portucalense, dirigida pelo Dr. Eduardo Jorge Lopes da Silva. Nesta, para além de mais pontas de seta, foram recolhidos também alguns fragmentos de cerâmica campaniforme.
O material recolhido nas intervenções encontra-se depositado no Museu Municipal de Esposende. Além das pontas de setas e de fragmentos cerâmicos, foram encontrados ainda facas e contas de colar, entre mós de rebolo e outros materiais em pedra de granito e xisto.
Os monumentos encontram-se em via de classificação pelo IGESPAR.

## Características
A Anta da Portelagem é constituído por um "tumulus" relativamente bem conservado e uma couraça pétrea que encosta às lajes da câmara. Esta, por sua vez, tem uma forma sub-rectangular e originalmente seria formada por 14 ou 15 esteios graníticos de volumetria e tamanho variável. Presentemente, restam 12 esteios, alguns dos quais parcialmente fragmentados. Da sua cobertura resta, somente, uma laje de proporções avantajadas.

## Dólmen do Rapído
As Mamoas do Rápido localizam-se na freguesia de Vila Chã, concelho de Esposende, distrito de Braga, em Portugal.
Fazem parte dos monumentos megalíticos pertencentes a um conjunto de cerca de duas dezenas deles concentrados no planalto da freguesia.

### História
O conjunto do Rapido é formado, contudo, por três monumentos, sendo duas mamoas e um dólmen. Apenas foi escavado o dolmem do Rapído III, estando os outros dois monumentos ainda por escavar. Porém, encontram-se marcas de terem sido violados, pois há buracos no ato da calote de terra, onde parece haver uma câmara funerária.
Foi objecto de uma nova intervenção, por parte de uma equipa da Universidade Portucalense, dirigida pelo Dr. Eduardo Jorge Lopes da Silva. Nesta, para além de mais pontas de seta, foram recolhidos também alguns fragmentos de cerâmica.
O material recolhido nas intervenções encontra-se depositado no Museu Municipal de Esposende. Além das pontas de setas e de fragmentos cerâmicos, foram encontrados ainda facas e contas de colar, entre mós de rebolo e outros materiais em pedra de granito e xisto.
Os monumento encontram-se em via de classificação pelo IGESPAR.

### Características
O dólmen III do Rápido encontra-se em bom estado de conservação e integra-se num grupo de três mamoas situadas na mesma zona. Destas, é a única intervencionada até ao presente momento e apresenta no seu interior uma série de gravuras e pinturas, representativas da arte funerária megalítica.
No que toca à temática decorativa, por vezes usual neste tipo de monumentos, sabemos que alguns dos esteios possuem gravados (arte rupestre) e que estão a ser estudados pela equipa que procedeu aos mais recentes trabalhos.